# كفر القتة
قرية كفر القتة هي إحدى القرى التابعة لمركز بيلا في محافظة كفر الشيخ في جمهورية مصر العربية. حسب إحصاءات سنة 2006، بلغ إجمالي السكان في كفر القتة 4489 نسمة، منهم 2270 رجل و2219 امرأة.